# Sekai seifuku: bōryaku no Zvezda
Sekai seifuku: bōryaku no Zvezda (世界征服〜謀略のズヴィズダー〜?, Sekai seifuku: bōryaku no Zuvizudā, lett. "Conquista del mondo: il piano della Zvezda"), anche noto con il titolo internazionale World Conquest Zvezda Plot, è un anime prodotto dalla A-1 Pictures e diretto da Tensai Okamura. La serie televisiva ha iniziato la trasmissione in Giappone l'11 gennaio 2014, con la sceneggiatura di Okamura e Meteor Hoshizora della software house Type-Moon, il character design di Kōhaku Kuroboshi e Keigo Sasaki, e la colonna sonora di Tatsuya Kato.
Tre adattamenti manga hanno iniziato la serializzazione da gennaio 2014: uno di Manatsu Suzuki ed uno di Hamao sulla rivista Comic Rex della Ichijinsha, ed uno di Hori sulla rivista Manga 4koma Palette. La serie è stata concessa in licenza alla Aniplex USA per la pubblicazione in streaming e home video nell'America del Nord ed è stata trasmessa in simulcast su Daisuki con i sottotitoli in inglese.

## Trama
Sekai seifuku: bōryaku no Zvezda segue le vicende della Zvezda, una società segreta guidata dalla piccola Kate Hoshimiya il cui scopo è conquistare il mondo.

## Personaggi

### Protagonisti
Kate Hoshimiya (星宮 ケイト?) / Lady Venera (ヴィニエイラ様?, Vinieira-sama)
Doppiata da: Misaki Kuno
Asuta Jimon (地紋 明日汰?)/ Dva (ドヴァー?, Dovā)
Doppiato da: Natsuki Hanae

### Zvezda
Itsuka Shikabane (鹿羽 逸花?) / Lady Plamya (プラーミャ様?, Purāmya-sama)
Doppiata da: Mariya Ise
Natalia "Natasha" Vasylchenko (ナターシャ?) / Professor Um (ウーム教授?, Ūmu kyōju)
Doppiata da: Kana Hanazawa
Yasubee "Yasu" Morozumi (両角 安兵衛 (ヤス)?) / Odin (アジーン?, Ajīn)
Doppiato da: Kōsuke Toriumi
Goro Shikabane (鹿羽 吾郎?) / General Pepel (ピェーペル将軍?, Pyēperu shōgun)
Doppiato da: Minoru Hirota
Roboko (ロボ子?)
Doppiata da: Erii Yamazaki

### White Light
Renge Komadori (駒鳥 蓮華?) / White Robin (ホワイト ロビン?, Howaito Robin)
Doppiata da: Mao Ichimichi
Miki Shirasagi (白鷺 美酒?) / White Egret (ホワイト イーグレット?, Howaito īguretto)
Doppiata da: Minako Kotobuki
Kaori Hayabusa (隼房 香織?) / White Falcon (ホワイト ファルコン?, Howaito Farukon)
Doppiata da: Maaya Sakamoto

### Altri personaggi
Kyoshiro Jimon (地紋 京志郎?)
Doppiato da: Takaya Kuroda
Tsubaki Shikabane (鹿羽 椿?)
Pierre (ピエール?)

## Anime

### Episodi
| Nº | Titolo italiano (traduzione letterale) Giapponese 「Kanji」 - Rōmaji                                                                                      | In onda          | In onda |
| Nº | Titolo italiano (traduzione letterale) Giapponese 「Kanji」 - Rōmaji                                                                                      | Giapponese       |         |
| 1  | Conquistare l'umanità 「人類皆征服」 - Jinrui mina seifuku                                                                                                | 11 gennaio 2014  |         |
| 2  | Dal tavolo da pranzo alla tomba 「食卓から墓場まで」 - Shokutaku kara hakaba made                                                                         | 18 gennaio 2014  |         |
| 3  | Nascondendosi dietro il fumo 「煙に巻いて去りぬ」 - Kemuri ni maite sarinu                                                                                | 25 gennaio 2014  |         |
| 4  | L'UDO nella fredda terra 「UDOは冷たい土の中に」 - UDO wa tsumetai tsuchi no naka ni                                                                      | 1º febbraio 2014 |         |
| 5  | White Robin è in pericolo! 「ホワイトロビン危機一髪！」 - Howaito Robin kiki ippatsu!                                                                     | 8 febbraio 2014  |         |
| 6  | Il club dei tesori (prima parte) 「放課後秘宝倶楽部（前編）」 - Hōkago hihō kurabu (zenpen)                                                               | 15 febbraio 2014 |         |
| 7  | Il club dei tesori (seconda parte) 「放課後秘宝倶楽部（後編）」 - Hōkago hihō kurabu (kōhen)                                                              | 22 febbraio 2014 |         |
| 8  | L'arrivo di Falcon 「ハヤブサは舞い降りた」 - Hayabusa wa maiorita                                                                                        | 1º marzo 2014    |         |
| 9  | Guerriglia in maschera alle terme 「湯煙仮面武闘会」 - Yukemuri kamen butōkai                                                                             | 8 marzo 2014     |         |
| 10 | Molte novità sul fronte di Udogawa Ovest 「西ウド川戦線異状あり」 - Nishi Udogawa sensen ijō ari                                                          | 15 marzo 2014    |         |
| 11 | Ciò che rimane dei sogni del conquistatore 「征服者どもが夢のあと」 - Seifuku-sha-domo ga yume no ato                                                     | 22 marzo 2014    |         |
| 12 | Che la luce della Zvezda risplenda in tutto il mondo!! 「我らがズヴィズダーの光をあまねく世界に！！」 - Warera ga Zuvizudā no hikari o amaneku sekai ni!! | 29 marzo 2014    |         |